# Sunidhi Chauhan

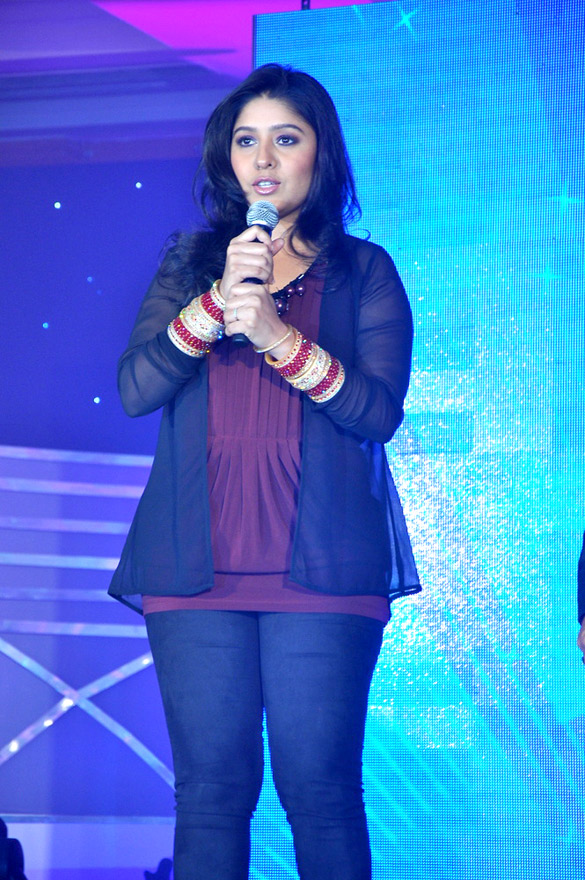
Sunidhi Chauhan

Sunidhi Chauhan (* 14. August 1983 in New Delhi) ist eine indische Playbacksängerin, die für ihre Hindi-Film-Lieder bekannt ist. Sie singt zudem auch auf Oriya, Panjabi, Marathi, Kannada, Tamil, Telugu, Malayalam und Bengalisch.

## Leben
Chauhan begann mit vier Jahren zu singen und wurde von einem lokalen Fernsehmoderator entdeckt. Sie wurde durch den TV-Gesangswettbewerb Meri Awaz Suno bekannt, den sie gewann. Dadurch erhielt sie ihren ersten Auftritt als Playbacksängerin für den Hindi-Film Shastra. Ihren Durchbruch hatte sie mit dem Film Mast von Ram Gopal Varma.
2002 heiratete Sunidhi Chauhan nach den Dreharbeiten des Musikvideos zu „Pehla Nasha“ im Alter von 18 Jahren den Regisseur und Choreografen Bobby Khan. Ihr Sohn kam 2018 zur Welt.

## Auszeichnungen
- IIFA als beste Playbacksängerin
  - 2005 für Dhoom „Machale“ aus dem Film Dhoom! – Die Jagd beginnt
  - 2007 für „Crazy Kiya Re“ aus dem Film Dhoom – Back in Action
- Filmfare Awards als beste Playbacksängerin
  - 2007 für „Beedi“ aus dem Film Omkara
- 2013: Bestes Album in GIMA-Agneepath – Sunidhi Chauhan
- 2014: Dadasaheb Phalke Ratna Award für beste Playbacksängerin in Maharashtra[5]